# Sispony
Sispony é uma localidade de Andorra, situada na paróquia de La Massana. Situada a 1.315 metros de altitude, sua população em 2024 foi estimada em 884 habitantes.